# Belize na Letnich Igrzyskach Olimpijskich 2004
Belize na Letnich Igrzyskach Olimpijskich 2004 reprezentowało 2 zawodników, 1 mężczyzna i 1 kobieta.

## Zawodnicy

### Lekkoatletyka
Mężczyźni
- Michael Aguilar
- 400 metrów przez płotki – odpadł w 1 rundzie eliminacyjnej

Kobiety
- Emma Wade
- 200 metrów kobiet – odpadł1 w 2 rundzie eliminacyjnej